# دولنی پودلوژی
دولنی پودلوژی (به چکی: Dolní Podluží) یک منطقهٔ مسکونی در جمهوری چک است که در ناحیه دیتشین واقع شده‌است. دولنی پودلوژی ۱۵٫۴۴ کیلومتر مربع مساحت و ۱٬۱۹۹ نفر جمعیت دارد و ۳۷۰ متر بالاتر از سطح دریا واقع شده‌است.